# Gérard Dansereau
 (avril 2009).
Si vous disposez d'ouvrages ou d'articles de référence ou si vous connaissez des sites web de qualité traitant du thème abordé ici, merci de compléter l'article en donnant les références utiles à sa vérifiabilité et en les liant à la section « Notes et références ».
Gérard Dansereau, est né à Montréal en 1948.

## Biographie
Ce peintre et illustrateur a aussi fait carrière comme photographe et graphiste, discipline qu'il l'a longtemps enseignée au cégep Ahuntsic à Montréal. Il a d'ailleurs reçu le Coq d'or du Publicité Club de Montréal pour l'enseigne Hergé à Montréal. Dans une sorte d'effet miroir, tout son travail révèle l'ambivalence entre le pictural et le graphique. Avec l'usage abondant de lettres, nombres et collages, c'est un amalgame de la peinture et du graphisme où la synthèse se crée. 
L'artiste joue intentionnellement sur ces registres, si bien qu'on ne sait plus trop si nous évoluons dans l'univers d'une peinture au chromatisme riche et lumineux de la caricature, ou de la bande dessinée. Tout comme les conteurs de légendes, Dansereau sait jouer des ambivalences dans une harmonie qui ne laisse personne indifférent.
En fait, l'artiste sollicite l'imagination participative de chacun avec des tableaux pour rêver. C’est d'ailleurs une des raisons pour lesquelles les enfants apprécient beaucoup ses œuvres. Ils entrent spontanément dans l'univers onirique et fabriquent leur propre récit. C’est en cela également que Dansereau, qui se garde bien de faire de la théorie sur la peinture, renoue avec le caractère narratif traditionnel de l’art. 
Parmi ses plus récentes réalisations, il a créé La Fusée de Julie, écusson personnalisé cousu sur la combinaison de Julie Payette lors de son vol avec la NASA, en 1999.
On retrouve les œuvres de Gérard Dansereau dans de nombreuses galeries d'art au Québec et au Canada. 
Couverture-Média : Radio, Radio-Canada, 1997 / Journal, La Presse, Montréal, 1993-1997 / Journal, Le Soleil, Québec, 1997 / Journal de Montréal, 1993 / Magazine, Le Guide Parcours, 1992-1994.

## Musées et collections publiques
- 50 ans à changer l'ordre des choses : CMA, 1991, Affiche, Collection Musée de la civilisation[2]